# Trutch Island
Trutch Island är en ö i Kanada.   Den ligger i ögruppen Estevan Group i Regional District of Kitimat-Stikine och provinsen British Columbia, i den sydvästra delen av landet, 3 900 km väster om huvudstaden Ottawa. Arean är 63 kvadratkilometer.
Terrängen på Trutch Island är platt. Öns högsta punkt är 283 meter över havet. Den sträcker sig 9,5 kilometer i nord-sydlig riktning, och 11,2 kilometer i öst-västlig riktning.
I omgivningarna runt Trutch Island växer i huvudsak barrskog. Trakten runt Trutch Island är nära nog obefolkad, med mindre än två invånare per kvadratkilometer.